# En kvinde er overflødig
En kvinde er overflødig er en dansk film fra 1957, instrueret af Gabriel Axel. Manuskriptet er af Fleming Lynge efter en roman af Knud Sønderby og efter Gabriel Axels tv-instruktion, som første gang blev udsendt i 1955.

## Medvirkende
- Clara Pontoppidan
- William Rosenberg
- Birgitte Federspiel
- John Wittig
- Bjørn Watt Boolsen
- Jørn Jeppesen
- Svend Methling
- Lis Løwert
- Minna Jørgensen
- Pouel Kern